# Mihăiță Țigănescu
Mihăiță-Vasile Țigănescu (* 4. Februar 1998 in Horodnic de Jos, Kreis Suceava) ist ein rumänischer Ruderer und Vizeweltmeister im Vierer ohne 2019 sowie Olympiazweiter 2021.

## Karriere
Țigănescu startete 2016 im Achter bei den Junioren-Europameisterschaften, wo er die Bronzemedaille gewann. Mit Cosmin Pascari ging er zusätzlich noch im Zweier ohne an den Start und zusammen gewannen sie die Silbermedaille. Bei den Junioren-Weltmeisterschaften wurde er Weltmeister im Vierer ohne zusammen mit Ștefan-Constantin Berariu, Cosmin Pascari, und Constantin-Cristi Hirgau.
In der Saison 2017 belegte er den 6. Platz mit dem rumänischen Achter bei den Europameisterschaften. Anschließend wechselte er wieder mit Cosmin Pascari in den Zweier ohne. Gemeinsam gewannen sie die Goldmedaille bei der U23-Weltmeisterschaft  und bei der U23-Europameisterschaft im Zweier ohne. 2018 ging es wieder in den Vierer ohne mit Cosmin Pascari, Ștefan-Constantin Berariu und Ciprian Huc. Gemeinsam gewannen sie die U23-Weltmeisterschaften, die Europameisterschaften, belegten den 5. Platz bei den Weltmeisterschaften und gewannen bei der U23-Europameisterschaft.
Im Jahr 2019 belegte er den 9. Platz im Vierer ohne bei den Europameisterschaften. Anschließend feierte er den bisher größten Erfolg seiner Karriere, als er gemeinsam mit Mugurel Vasile Semciuc, Ștefan-Constantin Berariu und Cosmin Pascari im Vierer ohne Vizeweltmeister bei den Weltmeisterschaften in Linz/Ottensheim wurde. Im September gingen die vier auch noch bei der U23-Europameisterschaft an den Start, wo er seinen Titel im Vierer ohne Steuermann erfolgreich verteidigen konnte. Bei den Olympischen Spielen in Tokio siegte der australische Vierer, die Rumänen belegten den zweiten Platz mit 0,37 Sekunden Rückstand.
2022 bei den Europameisterschaften in München ruderte der rumänische Vierer mit Mihăiță Țigănescu, Mugurel Semciuc, Ștefan Berariu und Florin-Sorin Lehaci auf den dritten Platz hinter den Briten und den Niederländern.

## Internationale Erfolge
- 2016: Bronzemedaille Junioren-Europameisterschaften im Achter
- 2016: Silbermedaille Junioren-Europameisterschaften im Zweier ohne
- 2016: Goldmedaille Junioren-Weltmeisterschaften im Vierer ohne
- 2017: 6. Platz Europameisterschaften im Achter
- 2017: Goldmedaille U23-Weltmeisterschaften im Zweier ohne
- 2017: Goldmedaille U23-Europameisterschaften im Zweier ohne
- 2018: Goldmedaille U23-Weltmeisterschaften im Vierer ohne
- 2018: Goldmedaille Europameisterschaften im Vierer ohne
- 2018: 5. Platz Weltmeisterschaften im Vierer ohne
- 2018: Goldmedaille U23-Europameisterschaften im Vierer ohne
- 2019: 9. Platz Europameisterschaften im Vierer ohne
- 2019: Silbermedaille Weltmeisterschaften im Vierer ohne
- 2019: Goldmedaille U23-Europameisterschaften im Vierer ohne
- 2021: Silbermedaille Europameisterschaften im Vierer ohne
- 2021: Silbermedaille Olympische Spiele 2020 im Vierer ohne
- 2022: Bronzemedaille Europameisterschaften im Vierer ohne
- 2022: 6. Platz Weltmeisterschaften im Achter
- 2022: 4. Platz Weltmeisterschaften im Vierer ohne
- 2023: Silbermedaille Europameisterschaften im Achter
- 2023: 4. Platz Europameisterschaften im Vierer ohne
- 2023: 4. Platz Weltmeisterschaften im Achter
- 2023: 7. Platz Weltmeisterschaften im Vierer ohne
- 2024: Bronzemedaille Europameisterschaften im Achter
- 2024: Fünfter Platz Olympische Spiele im Achter